# Kike Saverio
Javier Enrique Delgado Saverio (Génova, Italia, 19 de junio de 1999), conocido deportivamente como Kike Saverio, es un futbolista español-ecuatoriano que juega en la demarcación de extremo en el Aris Salónica Fútbol Club de la Superliga de Grecia.

## Trayectoria

### Comienzos
Nacido en Génova, Italia, y criado en Balzar, Ecuador, Kike jugó en las inferiores de la Unió Esportiva Cornellà. Se incorporó al Juvenil "B" del Fútbol Club Barcelona de Quique Álvarez en la temporada 2015-2016. Para la siguiente temporada (2016-2017) conseguiría su primer liga con la escuadra culé al doblegar fácilmente a la U. E. Cornellà, su exequipo, en la tabla.

### Fútbol Club Barcelona

#### Juvenil "A"
En la temporada 2017-18 obtuvo el doblete, la División de Honor y la Liga Juvenil de la UEFA, con el Fútbol Club Barcelona Juvenil "A" de la mano de Francisco Javier García Pimienta. Tuve una breve participación en esta temporada pues sufrió una lesión muscular de larga duración.

#### Barça "B"
Para la temporada 2018-19, Francisco Javier García Pimienta lo promocionó al Fútbol Club Barcelona "B" donde comenzó los tres primeros encuentros de la temporada como titular y de nuevo una lesión, en este caso en el bíceps femoral de la pierna izquierda, le dejó cuatro meses fuera de las canchas. Una vez recuperado, tuvo minutos en el tramo final del campeonato. En la siguiente campaña, las dos primeras jornadas las empezó en el banquillo, bastándole tres minutos en el debut liguero contra el Badalona para marcar su primer gol de la temporada. La oportunidad de entrar en el once le llegó en la tercera fecha y ya no la dejó escapar. Solo se perdió el partido en el Alicante por una pequeña lesión. Su segunda diana llegó el sábado 14 de octubre en la goleada al Orihuela.

#### Primer equipo
El 13 de noviembre de 2019 debutó con el primer equipo azulgrana como titular en un encuentro amistoso contra el Fútbol Club Cartagena que terminó con victoria por 0-2, jugando hasta el 67', siendo sustituido por Alejandro Marqués.
Abandonó la entidad azulgrana el 30 de junio de 2020 tras finalizar su contrato.

### C. A. Osasuna
El 16 de septiembre se hizo oficial su fichaje por el C. A. Osasuna para jugar con su equipo filial, C. A. Osasuna Promesas, las siguientes tres temporadas. Tras ir convocado con el primer equipo en varios partidos de Liga, el 15 de diciembre debutó en el encuentro de la primera ronda de la Copa del Rey ante la U. D. Tomares marcando uno de los seis goles de su equipo.

#### Cesiones
El 1 de febrero de 2021 se marchó cedido al F. C. Andorra hasta el mes de junio. El 28 de julio del mismo año se hizo oficial su cesión por una temporada sin opción de compra a la S. D. Ponferradina de Segunda División.

### Deportivo de La Coruña
El 22 de enero de 2023 fue anunciado en el Real Club Deportivo de La Coruña de la Primera Federación, con un contrato hasta 2024.

### Aris Salónica
En la temporada 2023-24 firmó con el Aris Salónica Fútbol Club de la Primera División de Grecia por dos temporadas con opción a una más.

## Estadísticas

### Clubes
Actualizado al último partido disputado el 10 de mayo de 2025.
| Club                                  | Div.          | Temporada     | Liga  | Liga  | Copas nacionales | Copas nacionales | Copas internacionales | Copas internacionales | Total | Total |
| Club                                  | Div.          | Temporada     | Part. | Goles | Part.            | Goles            | Part.                 | Goles                 | Part. | Goles |
| ------------------------------------- | ------------- | ------------- | ----- | ----- | ---------------- | ---------------- | --------------------- | --------------------- | ----- | ----- |
| F. C. Barcelona "B" · España          | 2.ª B         | 2018-19       | 15    | 1     | —                | —                | —                     | —                     | 15    | 1     |
| F. C. Barcelona "B" · España          | 2.ª B         | 2019-20       | 22    | 5     | —                | —                | —                     | —                     | 22    | 5     |
| F. C. Barcelona "B" · España          | Total club    | Total club    | 37    | 6     | 0                | 0                | 0                     | 0                     | 37    | 6     |
| C. A. Osasuna "B" · España            | 2.ª B         | 2020-21       | 1     | 0     | —                | —                | —                     | —                     | 1     | 0     |
| C. A. Osasuna "B" · España            | Total club    | Total club    | 1     | 0     | 0                | 0                | 0                     | 0                     | 1     | 0     |
| C. A. Osasuna · España                | 1.ª           | 2020-21       | 0     | 0     | 2                | 1                | —                     | —                     | 2     | 1     |
| C. A. Osasuna · España                | Total club    | Total club    | 0     | 0     | 2                | 1                | 0                     | 0                     | 2     | 1     |
| F. C. Andorra · Andorra               | 2.ª B         | 2020-21       | 12    | 1     | —                | —                | —                     | —                     | 12    | 1     |
| F. C. Andorra · Andorra               | Total club    | Total club    | 12    | 1     | 0                | 0                | 0                     | 0                     | 12    | 1     |
| S. D. Ponferradina · España           | 2.ª           | 2021-22       | 29    | 1     | 3                | 0                | —                     | —                     | 32    | 1     |
| S. D. Ponferradina · España           | Total club    | Total club    | 29    | 1     | 3                | 0                | 0                     | 0                     | 32    | 1     |
| R. C. Deportivo de La Coruña · España | 1.ª F         | 2022-23       | 15    | 2     | 0                | 0                | —                     | —                     | 15    | 2     |
| R. C. Deportivo de La Coruña · España | Total club    | Total club    | 15    | 2     | 0                | 0                | 0                     | 0                     | 15    | 2     |
| Aris Salónica F. C. · Grecia          | 1.ª           | 2023-24       | 20    | 3     | 6                | 2                | 1                     | 0                     | 27    | 5     |
| Aris Salónica F. C. · Grecia          | 1.ª           | 2024-25       | 24    | 3     | 2                | 0                | 0                     | 0                     | 26    | 3     |
| Aris Salónica F. C. · Grecia          | Total club    | Total club    | 44    | 6     | 8                | 2                | 1                     | 0                     | 53    | 8     |
| Total carrera                         | Total carrera | Total carrera | 138   | 16    | 13               | 3                | 1                     | 0                     | 152   | 19    |
| 1. 2.                                 |               |               |       |       |                  |                  |                       |                       |       |       |

## Palmarés

### Títulos internacionales
| Título                  | Club            | Año     |
| ----------------------- | --------------- | ------- |
| Liga Juvenil de la UEFA | F. C. Barcelona | 2017-18 |